# Revolutionerne i 1848
Revolutionerne i 1848 (revolutionsåret) var en række revolutioner der i 1848-1849 berørte næsten alle europæiske lande ofte i form af voldsomme uroligheder. For Danmark blev revolutionsbølgen den direkte årsag til kong Frederik VII's opgivelse af enevælden og vedtagelsen af grundloven. Revolutionsbevægelserne i de forskellige lande var båret af en stigende nationalisme blandet med liberalisme. Man blandede ønsket om selvstændige nationalstater for de enkelte folkeslag med indførelsen af demokratiske systemer og liberal frigørelse, der kunne sikre landets borgere lige rettigheder og sikkerhed fra de arbitrære, autoritære magtbeføjelser, som kongemagten hidtil havde siddet inde med.
Revolutionerne betød et brud med årelangt absolutistisk styre, mens det for især de større lande betød et nederlag for frihedsbevægelserne, bl.a. i  Det tyske kejserrige, Polen, Italien, Det habsburgske rige og i Frankrig, med revolutionens centrum i Paris. Byen var vidne til frihedsbevægelsens nederlag efter en revolution, der i sin proletariske karakter nærmest kunne anses for at være et socialistisk oprør.

## Optakt
Med den franske revolution i 1789 var den borgerlige tidsalder for alvor blevet skudt i gang i Europa. For første gang havde et folkeligt oprør formået at vælte en konge og indføre nye styreformer efter borgerligt-liberalt forbillede. Kampen mellem de borgerlige og de aristokratiske kræfter, der før havde haft monopol på magten, var dermed skudt ind. Denne kamp skulle komme til at vare de næste hundrede år, og i løbet af det 19. århundrede ofte kulminere i voldsomme oprør og revolutioner. Den borgerligt-liberale bevægelse begyndte i starten af det 19. århundrede at blande sig med den nye spirende nationalisme, der som liberalismen også var et borgerligt fænomen.
Napoleon Bonaparte havde på trods af sin meget autoritære styreform været medvirkende til, at den liberale tanke levede videre. Med hans nederlag kunne de gamle kongelige og adelige magteliter i Europa igen sætte sig tungt på magten. Denne periode kendes som Restaurationen, fordi det her lykkedes at imødegå mange af de revolutionære strømninger de kontinentaleuropæiske stater havde været ramt af.

### Julirevolutionerne 1830
I juli 1830 forsøgte den franske konge Karl 10. at fratage de folkevalgte al magt ved at ophæve folkerepræsentationen og genindføre den gamle enevælde, l´ancien regime. Det udløste voldsomme protester i Paris, så kongen måtte trække sig og overlade pladsen til Louis-Philippe 1. af Frankrig. Denne første europæiske oprørsbølge bredte sig til resten af kontinentet, og Belgien skylder denne revolution sin eksistens. I Danmark fik det københavnske borgerskab indført stænderforsamlinger. I Polen forsøgte man sig ved et nationalt oprør at løsrive sig fra preussisk og russisk overherredømme. Det mislykkedes. Revolutionerne i 1830 var første gang de nationalliberale bevægelser kunne nå ud over grænserne og direkte have indflydelse på forskellige landes begivenheder.

### Sociale aspekter i tiden op til 1848
Frem for alt var det borgerskabets vækst, der havde betydning for de bevægelser, der drev kravet om reformer og forandring frem. Takket være ny videnskab, medicin og opgør med tidligere tiders rigide landbrugspolitik havde Europa oplevet en sand befolkningseksplosion. Båret frem af håb om arbejde og et bedre liv var strømmen af mennesker fra land til by taget kraftigt til. Industrialiseringen skabte ikke bare et stort antal arbejdere, men også et stadigt større rigt borgerskab, der ikke kunne forstå, hvorfor gamle adelsslægtsnavne skulle kunne give større fordele, end hvad man selv havde tjent sig til ved hårdt arbejde og talent. Det var derfor især i byerne man kunne opleve nationalliberale bevægelser. Selv om underklasser og borgerskabets middelklasse arbejdede sammen i ønsket om en ny samfundsform og en indskrænkning af adelens og kongens magt, kunne man dog allerede på dette tidlige tidspunkt se konturerne af det fremtidige skisma, der skulle stå mellem arbejdere og borgerskab.

## Revolutionerne 1848
Det franske borgerskab havde i længere tid skelet misundeligt til englændernes liberale samfundssystem. Da arbejderne i Paris i slutningen af fyrrerne samtidig fik forringet deres vilkår som følge af en økonomisk depression, var der en latent oprørsstemning i landet. Den 20. februar gjaldede nu igen "Frihed, lighed og broderskab"-råbene i de parisiske gader. Endnu engang var revolutionen brudt ud, og meget hurtigt spredte den frihedskrævende bevægelse sig til omkringliggende lande. I Danmark blev kongen tvunget til at nedsætte en grundlovsgivende forsamling i marts, der skulle udfærdige en grundlov. I Tyskland samledes et nationalkonvent i Frankfurt med samme formål. I Ungarn forsøgte man at vælte det habsburgske rige og oprette en ungarsk nationalstat, og i Italien forsøgte en nationalliberal bevægelse at indføre en italiensk stat.
De mange bevægelser havde flere forskelle på trods af deres fælles ønske om forandringer . De kan deles op i tre bevægelser, der dog overlappede hinanden. 
- I Frankrig, udgangspunktet for revolutionen, var der tydeligvis tale om en hovedsagelig social revolution.
- I Tyskland og i områder med fremmedherredømme som i Østrig-Ungarn var det ønsket om en national samling, oprettelsen af en nationalstat, der dominerede.
- I lande som Danmark og Sverige var det hovedsageligt et ønske fra især borgerskabet om at få ændret på magtforholdene til borgernes fordel.

## Konklusion
Revolutionerne i 1848 betragtes mest som fiaskoer. Især i Frankrig, Italien og Tyskland havde bevægelserne lidt store nederlag, og efter 1848 blev disse lande præget af konservative tendenser. Men på nogle områder fik bevægelsen succes. I Danmark fik man vedtaget en forfatning, der gav befolkningen magten. I Sverige lykkedes det samme om end i anderledes form. Problemet for bevægelsen havde især været skellet mellem land og by. Både i Frankrig og Østrig-Ungarn havde restaurative-konservative kræfter nydt gavn af stor opbakning fra en landbefolkning, der ikke umiddelbart kunne identificere sig med den borgerlige by-elite og den nedslidte arbejder på fabrikken.